# Ignacio Blanco Giner
Ignacio Blanco Giner (Algemesí, Valencia; 1974) es un político español, diputado en las Cortes Valencianas por la circunscripción de Valencia durante la VIII Legislatura. Fue miembro del Consell Polític Nacional de Esquerra Unida del País Valencià y ocupó el puesto de secretario de comunicación de su Comisión Ejecutiva. Además, fue miembro del Consejo Político Federal de Izquierda Unida.

## Formación y trayectoria profesional
Licenciado en Ciencias Políticas y Sociología (1997) por la Universidad de Granada, tiene también cursos de la licenciatura en Derecho por la UNED y el máster en Instituciones y Políticas de la Unión Europea (1998) por la Universidad de Valencia.
Inició su trayectoria profesional en el Centro de Estudios Políticos y Sociales (CEPS), donde trabajó como Director de Proyectos durante 1999 y 2000, teniendo especial vinculación con los procesos políticos de Venezuela y Ecuador. Posteriormente trabajó como técnico de cooperación al desarrollo en Bomberos sin Fronteras hasta que aprobó la oposición de acceso al grupo A de Administración General de la Generalidad Valenciana en 2002, convirtiéndose en funcionario de carrera.
Desde septiembre de 2004 hasta mayo de 2011 ejerció de sindicalista de CC.OO.-PV en el sector autonómico de la Federación de Servicios a la Ciudadanía, antes Federación de Servicios y Administraciones Públicas y ocupó el puesto de subdirector del gabinete técnico de la Conselleria de Igualdad y Políticas Inclusivas entre 2016 y 2019.

## Trayectoria política

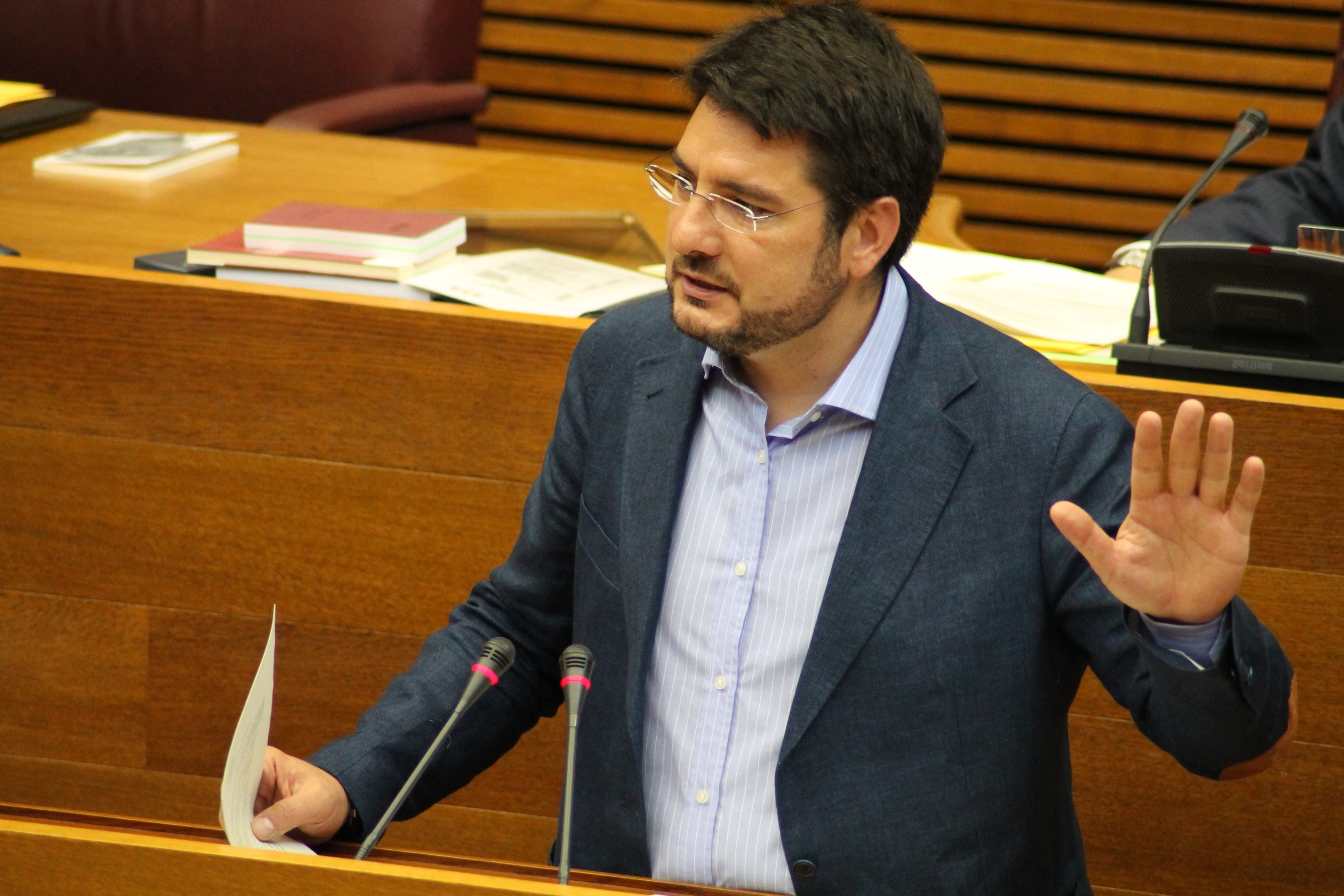
Ignacio Blanco en las Cortes

Durante la VIII Legislatura (2011-2015) fue diputado en las Cortes Valencianas, siendo portavoz adjunto del grupo parlamentario Esquerra Unida y miembro de las comisiones de Coordinación, Organización y Régimen de las Instituciones de la Generalitat; Economía, Presupuestos y Hacienda; Estatuto del Diputado; y Control de la Actuación de Radiotelevisión Valenciana y sus sociedades. Pronto se convirtió en uno de los diputados más destacados de la cámara por sus documentadas denuncias de la corrupción y la opacidad, el despilfarro y la manipulación informativa practicadas por el gobierno del PP.

### "calatravatelaclava.com"
El trabajo parlamentario de Ignacio Blanco fue determinante para conocer con todo detalle el trato de favor de la Generalitat Valenciana a Santiago Calatrava, arquitecto estrella que se embolsó 100 millones de dinero público por sus proyectos en la Ciudad de las Artes y de las Ciencias. Blanco fue el autor y responsable de la web calatravatelaclava.com, que dio la vuelta al mundo con más de un millón de visitas, llegando a ser portada de The New York Times. Molesto por la notoriedad mundial alcanzada por la página web, Calatrava presentó en noviembre de 2013 una demanda civil por vulneración de su honor contra Esquerra Unida, pidiendo el cierre de la web y una indemnización de 600.000 euros. El juez falló imponiendo el cambio del nombre del dominio (que pasó a www.calatravanonoscalla.com) y una condena de 30.000 euros. Por otra parte, gracias a otra denuncia de Esquerra Unida, Calatrava fue imputado por los 2’7 millones que cobró por el proyecto nunca construido del Centro de Convenciones de Castellón. EUPV se personó como acusación particular en el caso, que finalmente fue archivado.

### Insumisión a las cláusulas de confidencialidad y Fórmula 1
Uno de los caballos de batalla del diputado fue la existencia de cláusulas de confidencialidad, que el gobierno del PP incluyó en numerosos contratos públicos, impidiendo que salieran a la luz. Después de solicitarlos insistentemente durante más de dos años, Blanco consiguió publicar más de veinte de estos contratos públicos supuestamente confidenciales en la web eldesconfidencial.com, declarando la “insumisión” de Esquerra Unida a las cláusulas de este tipo.
Uno de los contratos más polémicos que vio la luz en esta web fue el firmado por la empresa VALMOR y el magnate de la Fórmula 1 Bernie Ecclestone para celebrar el mundial en el circuito urbano de Valencia. Un juzgado de Valencia investigó la gestión de la F1 en Valencia, precisamente a raíz de la denuncia presentada por Ignacio Blanco por la compra de VALMOR por un euro, asumiendo la Generalitat Valenciana unas pérdidas de aproximadamente 50 millones de euros.

### Radiotelevisión Valenciana
El cierre de Radiotelevisión Valenciana por parte del gobierno del Presidente Fabra supuso un duro golpe para la sociedad valenciana. La mañana siguiente al anuncio del cierre de la televisión autonómica, Ignacio Blanco realizó una de las intervenciones más duras que se han llevado a cabo en las Cortes Valencianas, dónde se enfrentó a algunos imputados por corrupción del Partido Popular, entre ellos Ricardo Costa, y en la que acusó a los miembros del Consell de “botiflers”. El diputado fue el primer representante político que accedió al plató de informativos de Canal 9 la noche del cierre, que se consumó tras más de 13 horas de resistencia pacífica a las 12:19 del 29 de noviembre de 2013.
Ignacio Blanco también destacó por sus preguntas e intervenciones parlamentarias sobre el caso Urdangarín, el caso Over Marketing, las subvenciones de la Generalidad a los clubs de fútbol o a la Fundación Vives. Además, defendió un referéndum entre monarquía y república, la unidad de la lengua y el uso social del valenciano, así como la reforma del sistema de financiación autonómica, de manera que la Comunidad Valenciana no sea discriminada.

### Retirada y vuelta esporádica a la política
Tras ganar las primarias de EUPV  el 8 de noviembre de 2024, fue el candidato a la Presidencia de la Generalitat Valenciana por esa formación en las elecciones autonómicas de mayo de 2015. Durante la campaña electoral tuvo importantes apariciones mediáticas en programas televisivos como Al Rojo Vivo, La Sexta Noche o El Intermedio por la denuncia del caso de corrupción del presidente de la Diputación de Valencia, Alfonso Rus, inicialmente llamado “Imelsa” y posteriormente conocido como “Taula”. Sin embargo, el resultado electoral de EUPV (106.917 votos, un 4,38%) fue insuficiente para superar la barrera electoral del 5% y conseguir representación en las Cortes Valencianas. Dos días después de las elecciones, Blanco asumió su responsabilidad política dimitiendo de todos sus cargos orgánicos .
Tras abandonar la primera línea política, se ha dedicado al trabajo como funcionario en diferentes puestos de la Generalitat Valenciana. No obstante, volvió a participar en política en dos ocasiones esporádicas: en 2019, tras las elecciones autonómicas, fue uno de los negociadores por Unides Podem - Esquerra Unida del acuerdo de gobierno del llamado Botànic 2, en el que fue nombrado Secretario autonómico de Participación y Transparencia, cargo que ejerció durante siete meses hasta su dimisión en enero de 2020; cuatro años después, en 2023, fue simbólicamente el primer candidato al Senado por la provincia de Valencia de la coalición Compromís-Sumar (en la que se integraron también otros partidos como EUPV y Podem), obteniendo 219.787 votos (un 15,76%) pero sin obtener ninguno de los cuatro escaños que, como resultado del sistema mayoritario, se repartieron PP y PSOE.

## Medios de comunicación
Participante habitual en la “tertulia de políticos” que se emitió durante años en el programa La Ventana de la Cadena SER-CV, tiene una importante experiencia radiofónica porque codirigió y copresentó durante seis años (1999-2005) el programa de información y análisis político “El Nautilus” en Ràdio Klara. Ha publicado numerosos artículos de opinión en diversos medios, como Levante-EMV y El País, donde escribió un diario de campaña titulado “Democracia o Mercados” en las elecciones generales de noviembre de 2011.
Fue columnista de opinión en http://www.eldiario.es/cv/